# Mateus 3

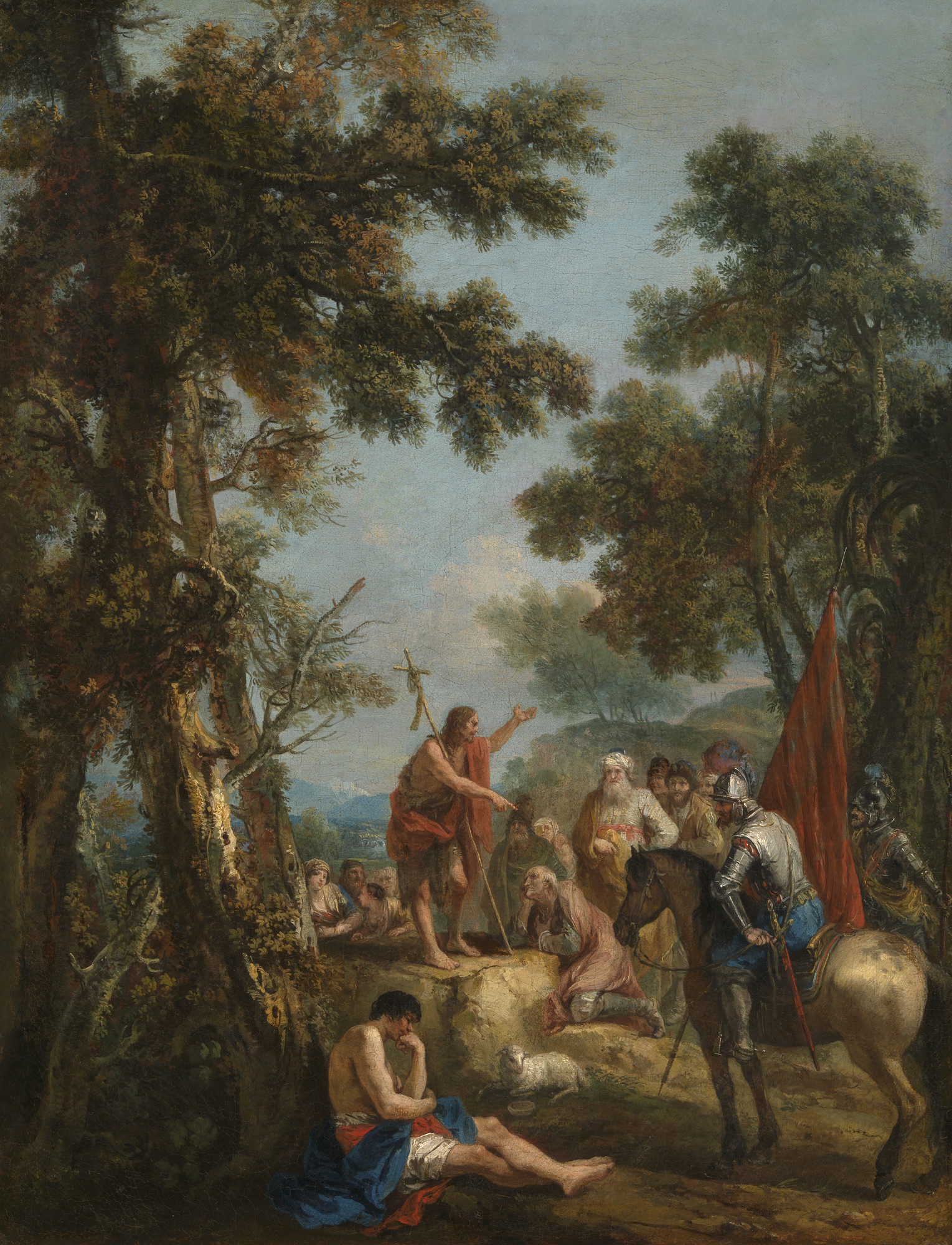
Pregação de João Batista.
1740. Por Francisco Zuccarelli, atualmente no Museu e Galeria de Arte de Kelvingrove, em Glasgow, na Escócia.

Mateus 3 é o terceiro capítulo do Evangelho de Mateus no Novo Testamento da Bíblia. É o primeiro a tratar do Ministério de Jesus e se passa mais de três décadas depois do final da narrativa sobre a infância de Jesus dos dois capítulos anteriores. O foco neste capítulo é João Batista e o Batismo de Jesus.
Pela primeira vez desde Mateus 1:1, há aqui uma clara ligação com o relato do Evangelho de Marcos. Muitos estudiosos estão certos de que uma boa parte deste capítulo não passa de uma reformulação de Marcos 1. O capítulo também é bastante similar a Lucas 3, que, acredita-se, também se baseou em Marcos 1. Diversas passagens compartilhadas entre Lucas e Mateus, mas inexistentes em Marcos são atribuídas à chamada fonte Q.

## João Batista
Este capítulo se inicia com um retrato de João Batista, relatando sua pregação, suas roupas e sua alimentação. Mateus o apresenta como um "pregador no deserto" (Mateus 3:1) profetizando sobre a «ira vindoura» (Mateus 3:7). Neste mesmo versículo, João chama os fariseus e saduceus de "raça de víboras". 

## Batismo de Jesus
Logo depois, Jesus chega vindo da Galileia para ser batizado, um episódio que encerra o capítulo com a voz de  Deus proclamando sua divindade e o Espírito Santo descendo na forma de uma pomba:
| “ | «Depois veio Jesus da Galiléia ao Jordão ter com João, para ser batizado por ele. Mas João objetava-lhe: Eu é que preciso ser batizado por ti, e tu vens a mim? Respondeu-lhe Jesus: Deixa por agora; porque assim nos convém cumprir toda a justiça. Então ele anuiu. Batizado que foi Jesus, saiu logo da água; eis que se abriram os céus, e veio o Espírito de Deus descer como pomba e vir sobre ele; e uma voz dos céus disse: Este é o meu Filho dileto, em quem me agrado.» (Mateus 3:13–17) | ” |

## Manuscritos
- Papiro 64 - completo
- Papiro 96 - 3:10-12, 3:13-15
- Papiro 101 - 3:10-12; 3:16